# PON3
PON3 (англ. Paraoxonase 3) – білок, який кодується однойменним геном, розташованим у людей на короткому плечі 7-ї хромосоми. Довжина поліпептидного ланцюга білка становить 354 амінокислот, а молекулярна маса — 39 607.
| 10         |  | 20         |  | 30         |  | 40         |  | 50         |
| ---------- |  | ---------- |  | ---------- |  | ---------- |  | ---------- |
| MGKLVALVLL |  | GVGLSLVGEM |  | FLAFRERVNA |  | SREVEPVEPE |  | NCHLIEELES |
| GSEDIDILPS |  | GLAFISSGLK |  | YPGMPNFAPD |  | EPGKIFLMDL |  | NEQNPRAQAL |
| EISGGFDKEL |  | FNPHGISIFI |  | DKDNTVYLYV |  | VNHPHMKSTV |  | EIFKFEEQQR |
| SLVYLKTIKH |  | ELLKSVNDIV |  | VLGPEQFYAT |  | RDHYFTNSLL |  | SFFEMILDLR |
| WTYVLFYSPR |  | EVKVVAKGFC |  | SANGITVSAD |  | QKYVYVADVA |  | AKNIHIMEKH |
| DNWDLTQLKV |  | IQLGTLVDNL |  | TVDPATGDIL |  | AGCHPNPMKL |  | LNYNPEDPPG |
| SEVLRIQNVL |  | SEKPRVSTVY |  | ANNGSVLQGT |  | SVASVYHGKI |  | LIGTVFHKTL |
| YCEL       |  |            |  |            |  |            |  |            |

A: Аланін

C: Цистеїн

D: Аспарагінова кислота

E: Глутамінова кислота

F: Фенілаланін

G: Гліцин

H: Гістидин

I: Ізолейцин

K: Лізин

L: Лейцин

M: Метіонін

N: Аспарагін

P: Пролін

Q: Глутамін

R: Аргінін

S: Серин

T: Треонін

V: Валін

W: Триптофан

Кодований геном білок за функціями належить до гідролаз, фосфопротеїнів. 
Білок має сайт для зв'язування з іонами металів, іоном кальцію. 
Секретований назовні.